# 2011 UX411
2011 UX411, também escrito como 2011 UX411, é um objeto transnetuniano que está localizado no Cinturão de Kuiper, uma região do Sistema Solar. Este objeto é classificado como um cubewano. Ele possui uma magnitude absoluta de 8,5 e tem um diâmetro estimado com cerca de 88 km.

## Descoberta
2011 UX411 foi descoberto no dia 24 de outubro pelo astrônomo M. Alexandersen.

## Órbita
A órbita de 2011 UX411 tem uma excentricidade de 0,096 e possui um semieixo maior de 42,362 UA. O seu periélio leva o mesmo a uma distância de 38,289 UA em relação ao Sol e seu afélio a 46,435 UA.